# Česko na Eurovision Song Contest 2017

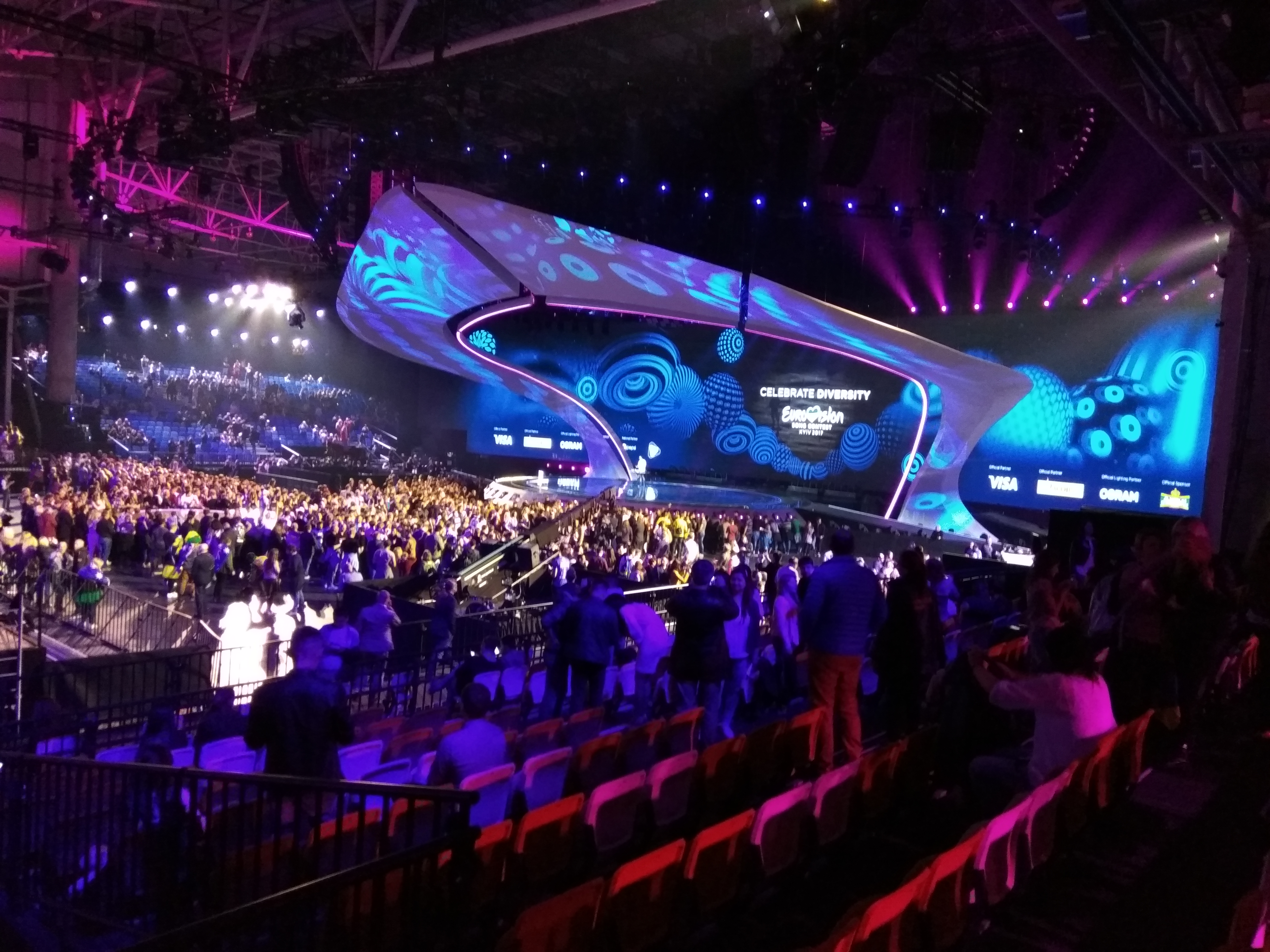
Stage Eurovize v roce 2017.

Česko se zúčastnilo 62. ročníku hudební soutěže Eurovision Song Contest 2017 v ukrajinském Kyjevě. Národní finále se nekonalo, interpreta vybrala komise České televize. Tou se stala jazzová zpěvačka působící převážně v Německu Martina Bárta s písní „My Turn“ napsaná a složená od DWB a Kyler Niko. Zpěvačka skončila s 83 body na 13. místě 1. semifinále a do finále nepostoupila.

## Eurovize
Česká republika vystupovala v prvním semifinále jako čtrnáctá z osmnácti. Nakonec nebyla zvolena odbornou porotou, ani televizními diváky pro postup do finále. Nakonec skončila třináctá z osmnácti, na desátou postupující (řeckou zpěvačku Demy) jí chybělo 33 bodů. Ve finále se připojila k Liboru Boučkovi jako spoluhlasatelka. Vítězem soutěže se stala druhá jazzová skladba v soutěži, Amar pelos dois (v překladu láska pro dva), kterou nazpíval Salvador Sobral, napsala Luisa Sobralová a která přinesla Portugalsku první vítězství v soutěži.

### Bodové umístění
| Body od televizních diváků            |   | Body od odborných porotců |    |
| ------------------------------------- | - | ------------------------- | -- |
| Portugalsko                           | 2 | Portugalsko               | 12 |
|                                       |   | Slovinsko Španělsko       | 10 |
| Spojené království                    | 8 |                           |    |
| Lotyšsko                              | 7 |                           |    |
| Belgie                                | 6 |                           |    |
| Island                                | 5 |                           |    |
| Arménie Austrálie Ázerbájdžán Švédsko | 4 |                           |    |
| Polsko                                | 3 |                           |    |
| Černá Hora                            | 2 |                           |    |
| Gruzie Kypr                           | 1 |                           |    |
| Celkem                                | 2 | Celkem                    | 81 |

|    | Body od českých televizních diváků |    | Body od české odborné poroty |
| -- | ---------------------------------- | -- | ---------------------------- |
| 12 | Ázerbájdžán                        | 12 | Austrálie                    |
| 10 | Moldavsko                          | 10 | Švédsko                      |
| 8  | Polsko                             | 8  | Polsko                       |
| 7  | Portugalsko                        | 7  | Portugalsko                  |
| 6  | Belgie                             | 6  | Moldavsko                    |
| 5  | Arménie                            | 5  | Kypr                         |
| 4  | Kypr                               | 4  | Ázerbájdžán                  |
| 3  | Finsko                             | 3  | Belgie                       |
| 2  | Švédsko                            | 2  | Černá Hora                   |
| 1  | Slovinsko                          | 1  | Finsko                       |

#### Česká odborná porota
- Janis Sidovský
- Eddie Stoilow
- DJ Lucca
- Elis Mraz
- Kateřina Říhová